# Brenda Jiménez
Brenda Azaria Jiménez Hernández (sinh ngày 10 tháng 12 năm 1994) là người mẫu, diễn viên và hoa hậu người Puerto Rico. Ngày 17 tháng 3 năm 2016, cô được chọn làm Hoa hậu Hoàn vũ Puerto Rico 2016 sau khi người giữ danh hiệu ban đầu, Kristhielee Caride, bị truất ngôi vương miện Hoa hậu Hoàn vũ Puerto Rico.

## Đầu đời
Jiménez sinh ra và lớn lên tại Mayagüez. Cô học và tốt nghiệp ngành Sinh học và Tâm lý học tại trường Đại học Puerto Rico. Cô muốn trở thành một bác sĩ nhi khoa sơ sinh với hy vọng giúp đỡ những trẻ em có cuộc sống tốt đẹp hơn.

## Cuộc thi sắc đẹp

### Hoa hậu Hoàn vũ Puerto Rico 2016
Ngày 12 tháng 11 năm 2015, Jiménez tham gia Hoa hậu Hoàn vũ Puerto Rico 2016 đại diện cho đô thị của Aguadilla. Cô giành ngôi vị Á hậu 1, sau Kristhielee Caride đại diện cho khu đô thị Isabela. 4 tháng sau, ngày 17 tháng 3 năm 2016, ban tổ chức cuộc thi Hoa hậu Hoàn vũ Puerto Rico thông báo rằng Caride đã bị tước danh hiệu sau khi không hoàn thành lời hứa của mình. Với tư cách là Á hậu 1, Jiménez trở thành tân Hoa hậu Hoàn vũ Puerto Rico 2016.

### Hoa hậu Hoàn vũ 2016
Jiménez đại diện Puerto Rico tham gia cuộc thi Hoa hậu Hoàn vũ 2016  được tổ chức trong trung tâm thương mại châu Á tại Philippines. Cô đứng thứ 8 trong top 10, dừng lại ở vùng Bán kết.

### Hoa hậu Quốc tế 2017 (Miss Grand International 2017)
Jiménez đại diện Puerto Rico tham gia cuộc thi Hoa hậu Quốc tế 2017  tổ chức tại Việt Nam. Cô giành ngôi vị Á hậu 3.

## Các bộ phim
| Năm  | Tựa đề          | Vai                | Chú thích |
| ---- | --------------- | ------------------ | --------- |
| 2016 | ¡Viva la Tarde! | Khách mời đặc biệt |           |
| 2016 | Lo Sé Todo      | Khách mời đặc biệt |           |